# Paleis van Justitie (Den Haag)

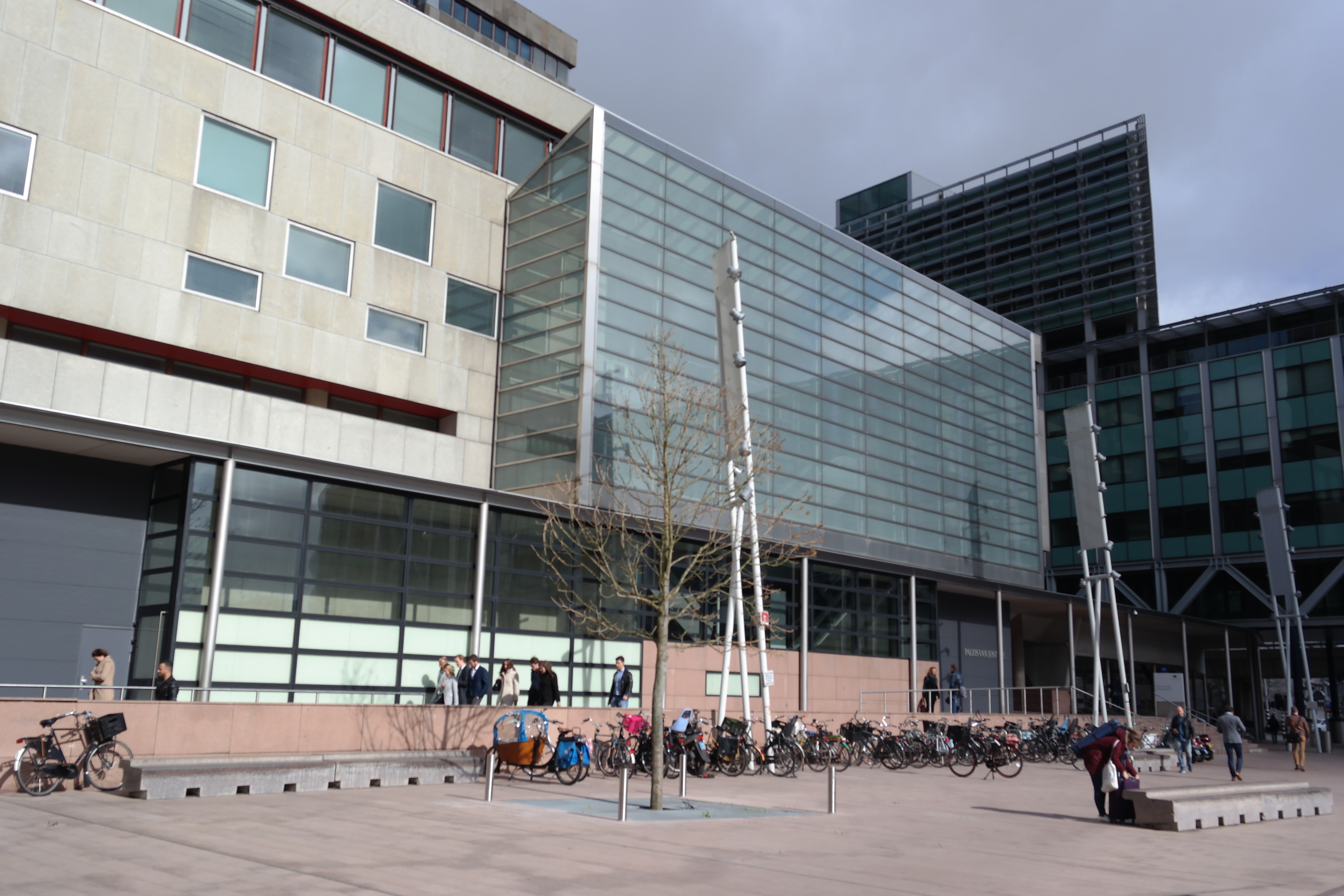

Het Paleis van Justitie in Den Haag is gevestigd aan de Prins Clauslaan.

## Het kantoor
In het huidige Paleis van Justitie zijn gevestigd:
- Rechtbank Den Haag
- Gerechtshof Den Haag
- Arrondissementsparket Den Haag
- Het College van Beroep voor het bedrijfsleven
- Het Schadefonds Geweldsmisdrijven
- Het Centraal Tuchtcollege voor de Gezondheidszorg

In december 2009 heeft minister Hirsch Ballin de eerste officiële ruimtes speciaal voor slachtoffers van misdrijven geopend. Hier kunnen zij wachten tot de zitting van hun zaak begint. Zij kunnen hier niet geconfronteerd worden met de verdachte, zijn familieleden of vrienden.

## Architectuur

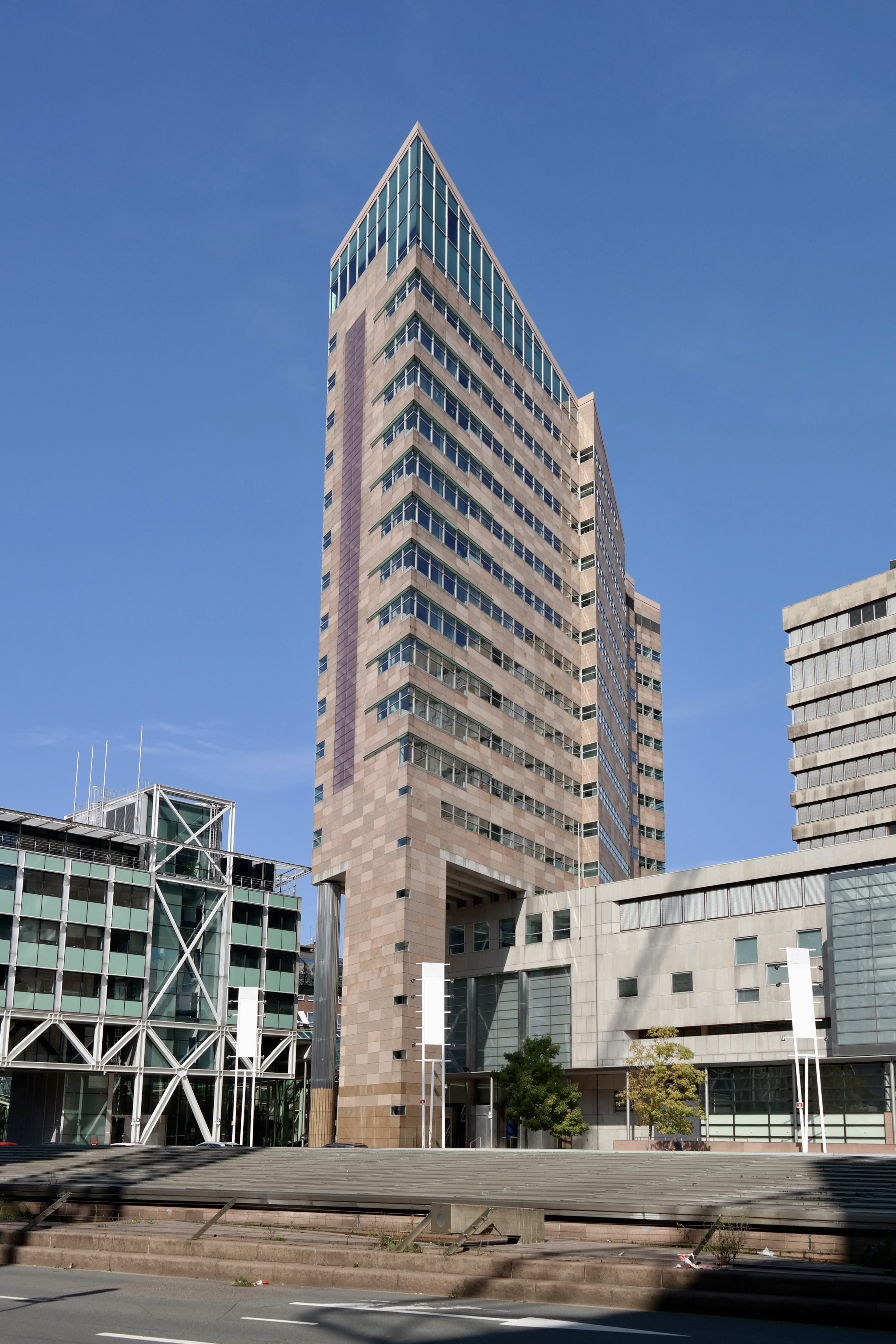
Uitbreiding Paleis van Justitie

Het gebouw dateert uit 1997 en werd ontworpen door architectenbureau Ellerman, Lucas, Van Vugt uit Rijswijk. Het gebouw maakt deel uit van 'Den Haag Nieuw Centrum', een project waarbij het gehele centrum van de stad zal worden gerenoveerd. Het gebouw ligt bij de Utrechtsebaan, aan de andere kant daarvan is de Grotiusplaats met een beoogd gebouw dat op het Paleis van Justitie lijkt. Dit is reeds in 2000 ontworpen en had de naam 'Twin Tower' maar is nog niet gerealiseerd.
Het Paleis van Justitie is 70 meter hoog, heeft 19 verdiepingen en 22.500 meter werkvloer. Er zijn 45 parkeerplaatsen. De gevel is van rosebeige Braziliaans graniet. Het oude Paleis van Justitie is met de nieuwbouw geïntegreerd. De renovatie aldaar heeft ervoor gezorgd dat er nu meer zittingszalen en kamers zijn.
Opvallend is het licht, dat met spectraal spiegelglas wordt gereflecteerd naar diverse ruimten ook in de lagere verdiepingen.
Er is een permanente kunstcollectie in het gebouw. Daarnaast is er een wisseltentoonstelling in de hal bij de zittingzalen.